# Periparus
Genre
Periparus est un genre de passereaux qui appartient à la famille des Paridae.

## Taxinomie
À la suite de l'étude de Johansson et al. (2013) sur les relations phylogéniques des espèces au sein de la famille des Paridae, le genre Periparus est redéfini pour être monophylétique. Le Congrès ornithologique international répercute ces changements dans sa classification de référence version 3.5 (2013), et la Mésange gracieuse, la Mésange élégante et la Mésange de Palawan sont déplacées vers le genre Pardaliparus. 

### Liste des espèces
D'après la classification de référence (version 3.5, 2013) du Congrès ornithologique international (ordre phylogénique) :
- Periparus rufonuchalis – Mésange à nuque rousse
- Periparus rubidiventris – Mésange cul-roux
- Periparus ater – Mésange noire